# Serie Latinoamericana 2015
La Serie Latinoamericana 2015 fue la tercera edición de la Serie Latinoamericana, evento deportivo de béisbol disputado por los equipos campeones de las ligas invernales profesionales que conforman la Asociación Latinoamericana de Béisbol Profesional (ALBP): Colombia (LCBP), México (LIV), Nicaragua (LBPN) y Panamá (LPBP). Se llevó a cabo en el Estadio Nacional Rod Carew, en Panamá, Provincia de Panamá, Panamá, del 27 de enero al 1 de febrero de 2015.

## Equipos participantes
Los equipos participantes en el torneo fueron los campeones de sus respectivas ligas:
| País      | Liga                                   | Equipo                      |
| --------- | -------------------------------------- | --------------------------- |
| Colombia  | Liga Colombiana de Béisbol Profesional | Leones de Montería          |
| México    | Liga Invernal Veracruzana              | Brujos de San Andrés Tuxtla |
| Nicaragua | Liga de Béisbol Profesional Nacional   | Indios del Bóer             |
| Panamá    | Liga Profesional de Béisbol de Panamá  | Caballos de Coclé           |

## Formato del torneo
La tercera edición de la Serie Latinoamericana se jugará de la siguiente manera:
Los horarios corresponden a la hora de Panamá (UTC-5)
Jornada Inaugural. (martes 27 de enero) 
- (Juego 1) 15:00 horas México vs. Colombia
- (Juego 2) 19:30 horas Nicaragua vs. Panamá

Segunda jornada. (miércoles 28 de enero)
- (Juego 3) 15:00 horas Nicaragua vs. México
- (Juego 4) 19:30 horas Colombia vs. Panamá

Tercera jornada. (jueves 29 de enero) - Estadio Remón Cantera (Aguadulce)
- (Juego 5) 15:00 horas Colombia vs. Nicaragua
- (Juego 6) 19:30 horas México vs. Panamá

Cuarta jornada. (sábado 31 de enero)
- (Juego 7) 19:30 horas Tercer Lugar vs. Segundo Lugar (Semifinal)

Jornada final. (domingo 1 de febrero)
- (Juego 8) 19:30 horas Ganador Semifinal vs. Primer Lugar (Gran Final)

## Fase regular
Se enfrentaron todos los equipos en tres jornadas. Caballos de Coclé finalizó en primer lugar y clasificó directo a la final, el segundo y tercer lugar jugaron un partido más para definir al otro finalista de la Serie.

### Posiciones
| Pos | Equipo                      | JJ | JG | JP | AVG. | Dif |
| --- | --------------------------- | -- | -- | -- | ---- | --- |
| 1.  | Caballos de Coclé           | 3  | 2  | 1  | .667 | —   |
| 2.  | Indios del Bóer             | 3  | 2  | 1  | .667 | —   |
| 3.  | Leones de Montería          | 3  | 2  | 1  | .667 | —   |
| 4.  | Brujos de San Andrés Tuxtla | 3  | 0  | 3  | .000 | 2.0 |

Nota: Para definir el triple empate, las reglas del torneo definen que el anfitrión tiene la ventaja en estos casos, por esta razón Panamá clasificó directo a la final.
|  | Clasificado a la final del campeonato. |
|  | Clasificados a la semifinal.           |
|  | Eliminado.                             |

### Resultados

#### Juego 1
| Equipo                      | 1 | 2 | 3 | 4 | 5 | 6 | 7 | 8 | 9 | C | H  | E |
| --------------------------- | - | - | - | - | - | - | - | - | - | - | -- | - |
| Brujos de San Andrés Tuxtla | 0 | 0 | 1 | 0 | 2 | 0 | 0 | 0 | 3 | 6 | 10 | 1 |
| Leones de Montería          | 6 | 0 | 0 | 0 | 0 | 0 | 0 | 0 | 2 | 8 | 10 | 1 |

LG: Luis Liria (1-0);  LP: Santo Manzanillo (0-1);  SV: No hubo.  
HRs:  BRU – Rogelio Noris (1);  LEO – Adrián Sánchez (1), Reynaldo Rodríguez (1).

#### Juego 2
| Equipo            | 1 | 2 | 3 | 4 | 5 | 6 | 7 | 8 | 9 | C | H  | E |
| ----------------- | - | - | - | - | - | - | - | - | - | - | -- | - |
| Indios del Bóer   | 1 | 0 | 0 | 1 | 1 | 0 | 0 | 1 | 0 | 4 | 11 | 1 |
| Caballos de Coclé | 0 | 0 | 0 | 1 | 0 | 0 | 0 | 0 | 4 | 5 | 10 | 1 |

LG: José Corrales (1-0);  LP: Alexis Candelario (0-1);  SV: No hubo.  
HRs:  CAB – Telvin Nash (1).

#### Juego 3
| Equipo                      | 1 | 2 | 3 | 4 | 5 | 6 | 7 | 8 | 9 | C | H  | E |
| --------------------------- | - | - | - | - | - | - | - | - | - | - | -- | - |
| Indios del Bóer             | 0 | 4 | 0 | 0 | 0 | 0 | 0 | 0 | 0 | 4 | 10 | 0 |
| Brujos de San Andrés Tuxtla | 0 | 0 | 0 | 2 | 0 | 1 | 0 | 0 | 0 | 3 | 11 | 0 |

LG: Paul Estrada (1-0);  LP: Jorge Luis Castillo (0-1);  SV: Jorge Bucardo (1).  

#### Juego 4
| Equipo             | 1 | 2 | 3 | 4 | 5 | 6 | 7 | 8 | 9 | C | H | E |
| ------------------ | - | - | - | - | - | - | - | - | - | - | - | - |
| Leones de Montería | 0 | 0 | 0 | 0 | 0 | 0 | 1 | 0 | 2 | 3 | 8 | 0 |
| Caballos de Coclé  | 0 | 0 | 2 | 0 | 0 | 0 | 0 | 0 | 0 | 2 | 7 | 2 |

LG: Daniel López (1-0);  LP: Manuel Corpas (0-1);  SV: Luis Liria (1).  

#### Juego 5
| Equipo             | 1 | 2 | 3 | 4 | 5 | 6 | 7 | 8 | 9 | C | H | E |
| ------------------ | - | - | - | - | - | - | - | - | - | - | - | - |
| Leones de Montería | 0 | 0 | 1 | 0 | 0 | 0 | 2 | 0 | 0 | 3 | 8 | 0 |
| Indios del Bóer    | 0 | 1 | 0 | 0 | 1 | 2 | 1 | 0 | X | 5 | 9 | 0 |

LG: José Escalona (1-0);  LP: Miguel de los Santos (0-1);  SV: Pedro Wilder Rayo (1).  
HRs:  LEO – Reynaldo Rodríguez (2);  IND – Jesús Valdez (1 y 2), Yosmany Guerra (1).

#### Juego 6
| Equipo                      | 1 | 2 | 3 | 4 | 5 | 6 | 7 | 8 | 9 | C | H | E |
| --------------------------- | - | - | - | - | - | - | - | - | - | - | - | - |
| Brujos de San Andrés Tuxtla | 0 | 0 | 0 | 0 | 0 | 0 | 0 | 3 | 1 | 4 | 9 | 1 |
| Caballos de Coclé           | 0 | 1 | 3 | 0 | 0 | 0 | 0 | 2 | X | 6 | 7 | 0 |

LG: Alberto Baldonado (1-0);  LP: Rodolfo Aguirre (0-1);  SV: Antonio Cuan (1).  
HRs:  BRU – Eloy Gutiérrez (1);  CAB – Isaías Velázquez (1), Adolfo Reyna  (1), Brian Maldonado (1).

## Semifinal
Se disputó entre el segundo y el tercero de la fase anterior el 31 de enero; el ganador obtuvo el pase a la final, mientras que el perdedor finalizó tercero de la Serie.

### Juego 7
| Equipo             | 1 | 2 | 3 | 4 | 5 | 6 | 7 | 8 | 9 | C  | H  | E |
| ------------------ | - | - | - | - | - | - | - | - | - | -- | -- | - |
| Leones de Montería | 0 | 1 | 0 | 0 | 4 | 0 | 0 | 5 | 0 | 10 | 15 | 0 |
| Indios del Bóer    | 0 | 0 | 0 | 0 | 0 | 0 | 0 | 0 | 0 | 0  | 5  | 3 |

LG: Randy Consuegra (1-0);  LP: Rodney Rodríguez (0-1);  SV: No hubo.  

## Final
Se jugó el 1 de febrero entre el ganador de la fase regular y el ganador de la semifinal, con la única ventaja de haber descansado un día más para el equipo clasificado como primero.

### Juego 8
| Equipo             | 1 | 2 | 3 | 4 | 5 | 6 | 7 | 8 | 9 | C | H | E |
| ------------------ | - | - | - | - | - | - | - | - | - | - | - | - |
| Caballos de Coclé  | 0 | 0 | 0 | 0 | 0 | 0 | 0 | 0 | 0 | 0 | 3 | 2 |
| Leones de Montería | 0 | 0 | 0 | 0 | 0 | 0 | 0 | 0 | 1 | 1 | 4 | 0 |

LG: Tomás Cabaniel (1-0);  LP: Davis Romero (0-1);  SV: No hubo.  

| Colombia                                 |
| Campeón Leones de Montería Primer título |

## Líderes
A continuación se muestran a los líderes individuales tanto de bateo como de pitcheo del torneo.
| Categoría           | Jugador                                           | Marca |
| ------------------- | ------------------------------------------------- | ----- |
| Porcentaje          | Oswaldo Morejón (Brujos)                          | .500  |
| Carreras Producidas | Rogelio Noris (Brujos)                            | 5     |
| Home Runs           | Reynaldo Rodríguez (Leones) Jesús Valdez (Indios) | 2     |
| Carreras Anotadas   | Stewart James (Leones)                            | 5     |
| Hits                | Eudy Piña (Leones) Fidel Peña (Leones)            | 7     |
| Dobles              | Jimmy González (Indios)                           | 3     |
| Triples             | Andy Vázquez (Leones) Stewart James (Leones)      | 1     |

| Categoría       | Jugador | Marca |
| --------------- | --- | ----- |
| Efectividad     | Cupertino León (Brujos) Gustavo Martínez (Indios) Davis Romero (Caballos) Javier Ortiz (Leones) Alberto Baldonado (Caballos) Randy Consuegra (Leones) Heberto González (Brujos)               | 0.00  |
| Juegos Ganados  | José Escalona (Indios) Alberto Baldonado (Caballos) Paul Estrada (Indios) Randy Consuegra (Leones) Luis Liria (Leones) José Corrales (Caballos) Daniel López (Leones) Tomás Cabaniel (Leones) | 1     |
| Ponches         | Davis Romero (Caballos) | 11    |
| WHIP            | Alberto Baldonado (Caballos) | 0.43  |
| Juegos Salvados | Pedro Wilder Rayo (Indios) Antonio Cuan (Caballos) Jorge Bucardo (Indios) Luis Liria (Leones)                                                                                                 | 1     |